# Schizobasis cuscutoides
Schizobasis cuscutoides är en sparrisväxtart som först beskrevs av William John Burchell och John Gilbert Baker, och fick sitt nu gällande namn av George Bentham och Joseph Dalton Hooker. Schizobasis cuscutoides ingår i släktet Schizobasis och familjen sparrisväxter. Inga underarter finns listade i Catalogue of Life.